# Atletica leggera ai Giochi della XVI Olimpiade - 800 metri piani

Video della Finale (film ufficiale dei Giochi)

La competizione degli 800 metri piani maschili di atletica leggera ai Giochi della XVI Olimpiade si è disputata nei giorni dal 23 al 26 novembre 1956 al Melbourne Cricket Ground.

## L'eccellenza mondiale
| Campione olimpico 1952  | 1'49"2        | Mal Whitfield   | 6º ai Trials |
| Campione europeo 1954   | 1'47"1        | Lajos Szentgáli | Assente      |
| Primatista mondiale     | 1'45"7 (1955) | Roger Moens     | Assente      |
| Vincitore selezioni USA | 1'46"4        | Tom Courtney    | Presente     |

## Risultati

### Turni eliminatori
| 5 Batterie   | 23 novembre | 38 iscritti   | Si qualificano i primi 3. |
| 2 Semifinali | 24 novembre | 8 + 7         | Si qualificano i primi 4. |
| Finale       | 26 novembre | 8 concorrenti |                           |

### Batterie
| Pos. | Atleta                   | Nazione       | Tempo Ufficiale | Tempo Ufficioso |
| ---- | ------------------------ | ------------- | --------------- | --------------- |
| 1    | Audun Boysen             | Norvegia      | 1'52"0          | 1'52"08         |
| 2    | Mike Rawson              | Gran Bretagna | 1'52"1          | 1'52"20         |
| 3    | Yoshitaka Muroya         | Giappone      | 1'52"3          | 1'52"42         |
| 4    | Gérard Rasquin           | Lussemburgo   | 1'52"7          | 1'52"88         |
| 5    | Dimitrios Konstantinidis | Grecia        | 1'52"7          | 1'53"03         |
| 6    | Francisco Rivera         | Porto Rico    | 1'56"4          | 1'56"58         |
| 7    | Mamo Wolde               | Etiopia       | 1'58"0          |                 |

| Pos. | Atleta                    | Nazione       | Tempo Ufficiale | Tempo Ufficioso |
| ---- | ------------------------- | ------------- | --------------- | --------------- |
| 1    | Tom Courtney              | Stati Uniti   | 1'52"7          | 1'52"83         |
| 2    | Michael Farrell           | Gran Bretagna | 1'52"8          | 1'52"86         |
| 3    | Evangelos Depastas        | Grecia        | 1'53"1          | 1'53"23         |
| 4    | Donald MacMillan          | Australia     | 1'53"4          | 1'53"50         |
| 5    | Shigeharu Suzuki          | Giappone      | 1'54"1          | 1'54"29         |
| 6    | Paul Schmidt              | Germania      | 1'55"6          | 1'55"71         |
| 7    | Manikavagasam Harichandra | Malesia       | ND              | 1'56"27         |
| 8    | Douglas Clement           | Canada        | ND              | 1'56"92         |
| 9    | Phol Jaiswang             | Thailandia    | ND              |                 |

| Pos. | Atleta             | Nazione     | Tempo Ufficiale | Tempo Ufficioso |
| ---- | ------------------ | ----------- | --------------- | --------------- |
| 1    | Jim Bailey         | Australia   | 1'51"1          | 1'51"13         |
| 2    | Arnie Sowell       | Stati Uniti | 1'51"3          | 1'51"27         |
| 3    | Émile Leva         | Belgio      | 1'52"0          | 1'52"03         |
| 4    | Sohan Singh        | India       | 1'52"4          | 1'52"57         |
| 5    | Eduardo Fontecilla | Cile        | 1'52"8          | 1'52"94         |
| 6    | Günter Dohrow      | Germania    | 1'53"7          | 1'53"90         |
| 7    | Kiptalam Keter     | Kenya       | ND              | 1'56"13         |
| 8    | Ajanew Bayene      | Etiopia     | ND              |                 |
| 9    | Kenneth Perera     | Malesia     | ND              |                 |

| Pos. | Atleta             | Nazione       | Tempo Ufficiale | Tempo Ufficioso |
| ---- | ------------------ | ------------- | --------------- | --------------- |
| 1    | Gunnar Nielsen     | Danimarca     | 1'51"2          | 1'51"27         |
| 2    | Lon Spurrier       | Stati Uniti   | 1'51"5          | 1'51"52         |
| 3    | Bill Butchart      | Australia     | 1'51"6          | 1'51"67         |
| 4    | Gianfranco Baraldi | Italia        | 1'51"9          | 1'51"90         |
| 5    | Abdullah Khan      | Pakistan      | 1'52"6          | 1'52"71         |
| 6    | Sim Sang-Ok        | Corea del Sud | 1'55"5          | 1'55"56         |
| 7    | George Hyũ Johnson | Liberia       | ND              |                 |

| Pos. | Atleta             | Nazione       | Tempo Ufficiale | Tempo Ufficioso |
| ---- | ------------------ | ------------- | --------------- | --------------- |
| 1    | Derek Johnson      | Gran Bretagna | 1'50"8          | 1'50"93         |
| 2    | René Djian         | Francia       | 1'51"1          | 1'51"15         |
| 3    | Lajos Szentgáli    | Ungheria      | 1'51"8          | 1'51"89         |
| 4    | Ramón Sandoval     | Cile          | 1'51"9          | 1'52"12         |
| 5    | Klaus Richtzenhain | Germania      | 1'53"3          | 1'53"47         |
| 6    | Mahmoud Jan        | Pakistan      | 1'59"5          |                 |

### Semifinali
| Pos. | Atleta           | Nazione       | Tempo Ufficiale | Tempo Ufficioso |
| ---- | ---------------- | ------------- | --------------- | --------------- |
| 1    | Tom Courtney     | Stati Uniti   | 1'53"6          | 1'53"62         |
| 2    | Lon Spurrier     | Stati Uniti   | 1'53"6          | 1'53"71         |
| 3    | Michael Farrell  | Gran Bretagna | 1'53"7          | 1'53"78         |
| 4    | Bill Butchart    | Australia     | 1'53"8          | 1'53"81         |
| 5    | Lajos Szentgáli  | Ungheria      | 1'53"9          | 1'53"94         |
| 6    | Yoshitaka Muroya | Giappone      | 1'54"5          | 1'54"68         |
| NP   | Gunnar Nielsen   | Danimarca     |                 |                 |

| Pos. | Atleta             | Nazione       | Tempo Ufficiale | Tempo Ufficioso |
| ---- | ------------------ | ------------- | --------------- | --------------- |
| 1    | Arnie Sowell       | Stati Uniti   | 1'50"0          | 1'50"08         |
| 2    | Audun Boysen       | Norvegia      | 1'50"0          | 1'50"20         |
| 3    | Derek Johnson      | Gran Bretagna | 1'50"2          | 1'50"23         |
| 4    | Émile Leva         | Belgio        | 1'50"4          | 1'50"44         |
| 5    | Mike Rawson        | Gran Bretagna | 1'50"4          | 1'50"45         |
| 6    | René Djian         | Francia       | 1'50"7          | 1'50"47         |
| 7    | Jim Bailey         | Australia     | 1'51"4          | 1'51"40         |
| 8    | Evangelos Depastas | Grecia        | 1'52,0          | 1'52"19         |

### Finale
Sei degli otto finalisti partono ancora nella posizione con le ginocchia che toccano terra, com'è d'uso nelle gare di velocità.

Fino all'ultima curva non succede niente. All'inizio del rettilineo finale è davanti l'inglese Johnson. Ai 40 metri spunta da dietro l'americano Courtney. Johnson accelera, ma Courtney guadagna centimetro dopo centimetro e sul filo di lana sporge leggermente avanti rispetto al britannico. La vittoria è sua. Entrambi i contendenti migliorano il record olimpico.

La premiazione deve essere ritardata poiché Courtney è rimasto senza forze e si è accasciato a terra dopo aver tagliato il traguardo.
| Pos.    | Atleta          | Età | Nazione       | Tempo Ufficiale | Tempo Ufficioso |
| ------- | --------------- | --- | ------------- | --------------- | --------------- |
| Oro     | Tom Courtney    | 23  | Stati Uniti   | 1'47"7          | 1'47"75         |
| Argento | Derek Johnson   | 23  | Gran Bretagna | 1'47"8          | 1'47"88         |
| Bronzo  | Audun Boysen    | 27  | Norvegia      | 1'48"1          | 1'48"25         |
| 4       | Arnie Sowell    | 21  | Stati Uniti   | 1'48"3          | 1'48"41         |
| 5       | Michael Farrell | 23  | Gran Bretagna | 1'49"2          | 1'49"29         |
| 6       | Lon Spurrier    | 24  | Stati Uniti   | 1'49"3          | 1'49"38         |
| 7       | Émile Leva      | 24  | Belgio        | 1'51"8          | 1'51"75         |
| 8       | Bill Butchart   | 23  | Australia     | 1'52"0          |                 |